# Karl Johansskolan
Karl Johansskolan är en kommunal grundskola i stadsdelen Majorna i Göteborg. Den består av en folkskolebyggnad från år 1875, samt en huvudbyggnad och en flygelbyggnad uppförda under åren 1922–1925 efter ritningar av Gunnar Asplund.
Karl Johansskolan ligger mitt i Majorna, nära hållplatsen Kaptensgatan. Skolan har cirka 650 elever från förskoleklass till årskurs 6. Skolan är en kommunal grundskola och en del av Göteborgs Stad. I skolans östra flygel finns också en förskola.

## Byggnaden
År 1875 uppfördes en folkskolebyggnad, ritad av P. J. Rapp. Byggnaden är uppförd i två våningar med två tvärställda sidodelar. Fasaden är i rött tegel och med gråstenssockel. Efter en arkitekttävling år 1915 uppfördes en ny huvudbyggnad och en lägre flygel under åren 1922–1925 efter ritningar av Gunnar Asplund. De är uppförda i gult tegel i nyklassicistisk stil och försedda med dekor vid takfoten och gavelpartierna. På entréfasadens gavelparti finns en relief utförd av skulptören Ivar Johnsson. Huvudbyggnaden och flygeln är försedda med skiffertäckt tak. Undersidan på det utskjutande taket är målad med en varm röd färg. Exteriören, interiören och inredningen med armatur, dricksfontäner och inbyggda klädnischer, kännetecknas av en konstnärlig helhet.
Vid arkitekttävlingen år 1915 vann Björner Hedlund och Gustaf Birch-Lindgren och Gunnar Asplund vann andrapris, men efter en omtävling fick han uppdraget, då hans förslag var billigast. Arkitekturen kom dock att ändras under åren mellan tävlingen och skolans invigning. Ursprungligen var den mer nationalromantisk, men övergick till klassicistisk. Byggnadskommittén beslöt även att huvudbyggnaden skulle bli 1,4 meter smalare, varigenom byggnaden blev mera högrest, men syftet var att sänka byggkostnaderna. Huvudbyggnaden restaurerades under åren 1989–1991, varvid interiörens ursprungliga kulörer återställdes.
I skolan rymdes från början utöver källarplan 32 lektionssalar, men det fanns också bespisningslokal, skolbad med bassäng, vaktmästarbostad och högst upp på gaveln en sal för friluftsundervisning för hälsoklasserna. Skolan stod färdig 1925. Asplunds världsrykte har gjort den till ett internationellt resmål bland arkitektstudenter.

## Historik
Under mellankrigstiden var Karl Johansskolan en central skola för pragmatismens med John Deweys pedagogiska tankar. Genom Elsa Skäringer-Larssons och Ester Hermanssons arbete blev skolan en pionjärskola för aktivitetspedagogiken. Det var framför allt kopplingen mellan forskningen och klassrumspraktiken som stod i fokus för deras intresse.
År 1990 eldhärjades skolan. Skolan restaurerades med Jan Wallinder som ansvarig arkitekt.